# Bengalia siamensis
Bengalia siamensis är en tvåvingeart som beskrevs av Senior-white 1924. Bengalia siamensis ingår i släktet Bengalia och familjen spyflugor.
Artens utbredningsområde är Thailand. Inga underarter finns listade i Catalogue of Life.